# Condado de McLennan
El condado de McLennan es uno de los 254 condados del estado norteamericano de Texas. La sede del condado es Waco. El condado tiene un área de 2.745,39 km² (de los cuales 18 están cubiertos por agua) y una población de 213.517 habitantes, para una densidad de población de 79 hab/km² (según censo nacional de 2000). Este condado fue fundado en 1850.

## Vías principales
- Interestatal 35
- Autopista nacional 77
- Autopista nacional 84
- Autopista estatal 6
- Autopista estatal 164

## Condados vecinos
- Condado de Hill  (norte)
- Condado de Limestone  (este)
- Condado de Falls  (sureste)
- Condado de Bell  (sur)
- Condado de Coryell  (suroeste)
- Condado de Bosque  (noroeste)

## Demografía
Para el censo de 2000, había 213.517 personas, 78.859 cabezas de familia, y 52.914 familias residiendo en el condado. La densidad de población era de 205 habitantes por milla cuadrada. 
La composición racial del condado era:
- 72,17% blancos
- 15,19% negros o negros americanos
- 0,49% nativos americanos
- 1,07% asiáticos
- 0,05% isleños
- 9,21% otras razas
- 1,83% de dos o más razas.

Había 78.859 cabezas de familia, de las cuales el 33,00% tenían menores de 18 años viviendo con ellas, el 49,70% eran parejas casadas viviendo juntas, el 13,60% eran mujeres cabeza de familia monoparental (sin cónyuge), y 32,90% no eran familias. 
El tamaño promedio de una familia era de 3,15 miembros. 
En el condado el 26,60% de la población tenía menos de 18 años, el 14,60% tenía de 18 a 24 años, el 26,40% tenía de 25 a 44, el 19,50% de 45 a 64, y el 12,90% eran mayores de 65 años. La edad promedio era de 32 años. Por cada 100 mujeres había 94,10 hombres. Por cada 100 mujeres mayores de 18 años había 90,20 hombres.

### Evolución demográfica
A continuación se presenta una tabla que muestra la evolución de la población entre 1900 y 1990
| Año        | 1900  | 1910  | 1920  | 1930  | 1940   | 1950   | 1960   | 1970   | 1980   | 1990   |
| ---------- | ----- | ----- | ----- | ----- | ------ | ------ | ------ | ------ | ------ | ------ |
| Habitantes | 59772 | 73250 | 82921 | 98682 | 101898 | 130194 | 150091 | 147553 | 170755 | 189123 |

## Economía
Los ingresos medios de una cabeza de familia del condado eran de USD$33.560 y el ingreso medio familiar era de $41.414. Los hombres tenían unos ingresos medios de $30.906 frente a $21.978 de las mujeres. El ingreso per cápita del condado era de $17.174. El 12,40% de las familias y el 17,60% de la población estaban debajo de la línea de pobreza. Del total de gente en esta situación, 20,70% tenían menos de 18 y el 11,30% tenían 65 años o más. 

## Localidades
| - Avalon - Bellmead - Beverly Hills - Bruceville-Eddy - China Spring (sin incorporar) - Crawford - Elm Mott (sin incorporar) - Gholson - Golinda - Hallsburg - Hewitt - Lacy Lakeview | - Leroy - Lorena - Mart - McGregor - Moody - Riesel - Robinson - Ross - Valley Mills - Waco - West - Woodway |